# Łysa Góra (Petite-Pologne)
Pour les articles homonymes, voir Łysa Góra.
Łysa Góra est une localité polonaise de la gmina de Dębno, située dans le powiat de Brzesko en voïvodie de Petite-Pologne.